# Jilin Northeast Tigers
Actualités
Les Jilin Northeast Tigers (chinois : 吉林通钢东北虎) ou Jilin Tonggang ou les Jilin Tonggang Northeast Tigers sont une équipe de basket-ball professionnelle basée à Changchun, Jilin, en Chine. Elle joue dans la division Nord de la Chinese Basketball Association. Le Tonggang Group est le sponsor du club et sa mascotte est un tigre de Sibérie.

## Historique
L’équipe est fondée en 1956 mais devient un club professionnel en 1998. Elle est connue sous le nom de Jilin Henghe pendant la saison 2000-2001, Jilin Jiliang pendant la saison 2001-2002 et Jilin Yiqi  pendant la saison 2002-2003. Les multiples changements de nom reflètent le roulement annuel des sponsors qui caractérise cette époque.
Au cours de la saison 2004-2005, les Tigers terminent au quatrième de la division Nord, mais perdent en quart de finale des playoffs contre les champions en titre, les Guangdong Southern Tigers de la division Sud.
Au cours de la saison 2005-2006, ils obtiennent obtenu le même résultat et subissent le même sort. Cela marque la troisième année consécutive d'une élimination en playoffs face à la même équipe, les Guangdong Southern Tigers.

## Entraîneurs
- 2016-2017 :  Bob Donewald
- 2017-2018 :  Juan Antonio Orenga

## Effectif
| Beijing Royal Fighters Effectif actuel | Beijing Royal Fighters Effectif actuel | Beijing Royal Fighters Effectif actuel | Beijing Royal Fighters Effectif actuel | Beijing Royal Fighters Effectif actuel |
| -------------------------------------- | -------------------------------------- | -------------------------------------- | -------------------------------------- | -------------------------------------- |
| Entraîneur : Zi Wang                   |                                        |                                        |                                        |                                        |
| Poste                                  | Numéro                                 | Nationalité                            | Nom du joueur                          | Âge                                    |
| Meneur / Arrière                       | 1                                      |                                        | Liu Tianyi                             | 25                                     |
| Meneur                                 | 3                                      |                                        | Fu Bowen                               | 20                                     |
| Pivot                                  | 4                                      |                                        | Li An                                  | 29                                     |
| Meneur / Arrière                       | 5                                      |                                        | Cui Jinming                            | 27                                     |
| Arrière / Ailier                       | 6                                      |                                        | Chai Changyi                           | 27                                     |
| Ailier fort / Pivot                    | 9                                      |                                        | Zhu Entong                             | 20                                     |
| Meneur                                 | 11                                     |                                        | Jiang Weize                            | 19                                     |
| Ailier fort / Pivot                    | 12                                     |                                        | Zhong Cheng                            | 30                                     |
| Arrière / Ailier                       | 13                                     |                                        | Jiang Yuxing                           | 24                                     |
| Ailier                                 | 14                                     |                                        | Zhang Biao                             | 29                                     |
| Arrière / Ailier                       | 15                                     |                                        | Xia Yubo                               | 27                                     |
| Arrière / Ailier                       | 21                                     |                                        | Guo Jinlin                             | 28                                     |
| Pivot                                  | 32                                     |                                        | Eli Holman                             | 30                                     |
| Arrière / Ailier                       | 33                                     |                                        | Geng Mingzhang                         | 22                                     |
| Ailier fort / Pivot                    | 36                                     |                                        | Dai Waibo                              | 25                                     |
| Ailier                                 | 44                                     |                                        | Lian Ming                              | 29                                     |
| Arrière / Ailier                       | 55                                     |                                        | Dominique Jones                        | 31                                     |
|                                        |                                        |                                        |                                        |                                        |
| (C) - Capitaine, - Blessé              |                                        |                                        |                                        |                                        |

## Joueurs notables
- Sun Jun (basket-ball) (1994–2005)
- Xue Yuyang (2001–2003)
- David Vanterpool (1997–1999)
- Roderick Gregoire (2000–2006)
- Marcus Session (2004)
- Babacar Camara (2005–2008)
- Leon Rodgers (2008–2010, 2013)
- Dewarick Spencer (2012–2013)
- Denzel Bowles (2013–2015)
- Cui Jinmin (2013–)
- Michel Madanly (2014–2015)
- Marcus Williams (2015–2016)
- Peter John Ramos (2015–2016)
- Josh Akognon (2015–2016)
- Jabari Brown (2016–2017)
- Malcolm Thomas (2016–2017)
- Mehdi Kamrani (2016–2017)
- Von Wafer (2018–2019)
- Carl Landry (2018–2019)
- Dominique Jones (2018–)
- Maciej Lampe (2018–)